# Középfüld
Középfüld (románul Fildu de Mijloc) falu Romániában Szilágy megyében.

## Fekvése
Bánffyhunyadtól északra, Ketesd és Váralmás között helyezkedik el, az Almás medencében.

## Nevének említése
Első írásos említése 1415-ből való, 1839-től Közép-Füld, Fildu-gyin-misloc, 1873-ban Füld (Közép-), Fildu din mislok, majd 1920-ban Fildul de mijloc.

## Lakossága
1880-ban a 645 fős település 5 lakosa magyar, 1992-re a 466 főből már nincs magyar ajkú lakosa.
1880-ban 640 fő görögkatolikus és 5 fő zsidó vallású. 1992-re az 1 pünkösdista (2 fő egyéb) kivételével minden román lakos ortodox lett.

## Története
A XV. századra megjelennek a román betelepülők. Erre utal egy 1415-ös forrás, ami "Tres pos volahales Harumfyld"-ként említi. Szerepel a juhötveneddel adózók listáján is, ami ugyancsak románok jelenlétére utal.
1435-ben Zsigmond király Sebesvárat, a hozzá tartozó uradalommal együtt a Tomaj nemzetségből származó losonczi Bánffy család tulajdonába adja, így Füld is az 1920-as földreformig kalotaszeg legjelentősebb világi birtokához tartozott.
A falu a trianoni békeszerződésig Kolozs vármegye Bánffyhunyadi járásához tartozott.

## Látnivalók
Eredetileg görögkatolikus, magas tornyú zsindelyes fatemploma 1811 ill. 1818 körül épült. Ortodox temploma 1910-ből való.

## Külső hivatkozások
- https://web.archive.org/web/20100210180326/http://kalotaszeg.mlap.hu/